# Ministerium für Handel und Gewerbe
Das Ministerium für Handel, Gewerbe und öffentliche Arbeiten war ein Ministerium in Preußen, das 1848 gegründet wurde. Seine Anfänge reichen auf das Jahr 1740 zurück. 1878 wurde aus ihm das Ministerium für Handel und Gewerbe durch Ausgliederung des Ministeriums der öffentlichen Arbeiten, das 1921 aufgelöst wurde; die Zuständigkeiten wurden an das Ministerium für Landwirtschaft, Domänen und für Forsten und für Handel und Gewerbe zurückübertragen. 1932 wurde es zum Ministerium für Wirtschaft und Arbeit.

## Geschichte
1740 war vom preußischen König Friedrich II. bei seinem Regierungsantritt das „Departement für Fabriken, Commercien und Manufakturen“ gegründet worden, das in der damaligen Verwaltungsstruktur einem Wirtschaftsministerium entsprach. Die verantwortlichen Minister (die jedoch meist noch weitere Aufgabengebiete abdeckten) wurden auch Handelsminister genannt. Auch zuvor gab es entsprechende Minister, die jedoch für viele Bereiche zuständig waren.
In der ersten Hälfte des 19. Jahrhunderts wurde dieser Aufgabenbereich als Abteilung (Sektion) des Innenministeriums geführt. Jedoch trugen schon mehrere Sektionsleiter den Titel Minister bzw. wurden von den Zeitgenossen wie bisher als Handelsminister bezeichnet.
Am 17. April 1848 wurde ein eigenständiges Ministerium gebildet, dessen offizielle Bezeichnung Ministerium für Handel, Gewerbe und öffentliche Arbeiten lautete.
Dienstgebäude war die ehemalige Gold- und Silbermanufaktur in der Berliner Friedrichstadt, Wilhelmstraße 79. 1854–1855 wurde das Gebäude nach Plänen von Friedrich August Stüler um ein Geschoss aufgestockt, 1868 um den angrenzenden Neubau Wilhelmstraße 80 ergänzt.
Am 17. April 1878 wurde das Gebiet der öffentlichen Arbeiten (Infrastruktur, Bauverwaltung) als Ministerium der öffentlichen Arbeiten ausgegliedert, übrig blieb das Ministerium für Handel und Gewerbe. Allerdings wurden beide Ministerien noch bis 1879 in Personalunion geführt. Mit Gesetz vom 15. August 1921 wurde das Ministerium der öffentlichen Arbeiten aufgelöst. Seine Zuständigkeiten – einschließlich der Rest-Zuständigkeiten für das Eisenbahnwesen – fielen weitgehend an das Handelsministerium zurück, das zu dieser Zeit die Bezeichnung Ministerium für Landwirtschaft, Domänen und für Forsten und für Handel und Gewerbe trug. Die staatliche Bauverwaltung wurde schließlich – wie in anderen deutschen Staaten bereits zuvor üblich – dem Finanzministerium angegliedert.
1917 wurde das Reichswirtschaftsamt eingerichtet. 1919 entstand hieraus das Reichswirtschaftsministerium.
1932 wurde mit dem sogenannten „Preußenschlag“ die Bezeichnung Ministerium für Wirtschaft und Arbeit eingeführt.